# Masa atómica
La masa atómica  es la masa de un átomo, más frecuentemente expresada en unidades de masa atómica unificada. La masa atómica es usada a veces incorrectamente como un sinónimo de masa atómica relativa, masa atómica media y peso atómico; estos últimos difieren sutilmente de la masa atómica. (La masa atómica está definida como la masa de un átomo, que solo puede ser de un isótopo a la vez, y no es un promedio ponderado en las abundancias de los isótopos.) En el caso de muchos elementos que tienen un isótopo dominante, la similitud/diferencia numérica real entre la masa atómica del isótopo más común y la masa atómica relativa o peso atómico estándar puede ser muy pequeña, tal que no afecta a muchos cálculos bastos, pero tal error puede ser crítico cuando se consideran átomos individuales. 
El peso atómico estándar se refiere a la media de las masas atómicas relativas de un elemento en el medio local de la corteza terrestre y la atmósfera terrestre, como está determinado por la Commission on Atomic Weights and Isotopic Abundances (Comisión de Pesos Atómicos y Abundancias Isotópicas) de la IUPAC. Estos valores son los que están incluidos en una tabla periódica estándar, y es lo que es más usado para los cálculos ordinarios. Se incluye una incertidumbre en paréntesis que frecuentemente refleja la variabilidad natural en la distribución isotópica, en vez de la incertidumbre en la medida. Para los elementos sintéticos, el isótopo formado depende de los medios de síntesis, por lo que el concepto de abundancia isotópica natural no tiene sentido. En consecuencia, para elementos sintéticos, el conteo total de nucleones del isótopo más estable (esto es, el isótopo con la vida media más larga) está listado en paréntesis en el lugar del peso atómico estándar. El litio representa un caso único, donde la abundancia natural de los isótopos ha sido perturbada por las actividades humanas al punto de afectar la incertidumbre en su peso atómico estándar, incluso en muestras obtenidas de fuentes naturales, como los ríos.
La masa atómica relativa es un sinónimo para peso atómico y está cercanamente relacionada con la masa atómica promedio (pero no es un sinónimo de masa atómica), la media ponderada de las masas atómicas de todos los átomos de un elemento químico encontrados en una muestra particular, ponderados por abundancia isotópica. Esto es usado frecuentemente como sinónimo para peso atómico relativo, y este uso no es incorrecto, dado que los pesos atómicos estándar son masas atómicas relativas, aunque es menos específico. La masa atómica relativa también se refiere a ambientes no terrestres y ambientes terrestres altamente específicos que se desvían de la media o tienen diferentes certidumbres (número de cifras significativas) que los pesos atómicos estándar.
La masa isotópica relativa es la masa relativa de un isótopo dado (más específica, cualquier núclido solo), escalado con el carbono-12 como exactamente 12. No hay otros núclidos distintos al carbono-12 que tengan exactamente un número entero de masas en esta escala. Esto es debido a dos factores:
1. la diferente masa de neutrones y protones que actúan para cambiar la masa total en los núclidos con relaciones protón/neutrón distintos al cociente 5:1 del carbono-12; y
2. no se encontrará un número exacto si existe una pérdida/ganancia de masa y diferente a la energía de enlace nuclear relativa a la energía de enlace nuclear media del carbono-12, sin embargo, puesto que cualquier defecto de masa debido a la energía de enlace nuclear es una fracción pequeña (menos del ) comparada con la masa de un nucleón (incluso menos comparado con la masa media por nucleón en el carbono-12, que está moderada a fuertemente unido), y dado que los protones y neutrones difieren en masa unos de otros por una fracción pequeña (aproximadamente 2,0014 uma), la práctica de redondear la masa atómica de cualquier núclido dado o isótopo al número entero más cercano, siempre da el número entero simple de la suma total de nucleones. El conteo de neutrones puede ser derivado por sustracción del número atómico.

Los protones y neutrones del núcleo representan casi toda la masa total de los átomos, con los electrones y la energía de enlace nuclear haciendo contribuciones menores. Por lo tanto, el valor numérico de la masa atómica cuando se expresa en daltons tiene casi el mismo valor que el número de masa . La conversión entre masa en kilogramos y masa en daltons se puede hacer usando la constante de masa atómica {\displaystyle m_{\rm {u}}={{m({\rm {^{12}C}})} \over {12}}=1\ {\rm {Da}}}.
La fórmula usada para la conversión es:
{\displaystyle 1\ {\rm {Da}}=m_{\rm {u}}={M_{\rm {u}} \over {N_{\rm {A}}}}={M(^{12}\mathrm {C} ) \over {12\ N_{\rm {A}}}}=1.660\ 539\ 066\ 60(50)\times 10^{-27}\ \mathrm {kg} ,}
donde {\displaystyle M_{\rm {u}}} es la constante de masa molar, {\displaystyle N_{\rm {A}}} es la constante de Avogadro y {\displaystyle M(^{12}\mathrm {C} )} es la masa molar del carbono-12 determinada experimentalmente.

## Masa isotópica relativa
La masa isotópica relativa (una propiedad de un solo átomo) no debe confundirse con la cantidad promedio peso atómico (véase arriba), que es un promedio de valores para muchos átomos en una muestra dada de un elemento químico.
Mientras que la masa atómica es una masa absoluta, la masa isotópica relativa es un número adimensional sin unidades. Esta pérdida de unidades resulta del uso de una relación de escala con respecto a un estándar de carbono-12, y la palabra «relativa» en el término «masa isotópica relativa» se refiere a esta escala «relativa» al carbono-12.
La masa isotópica relativa, entonces, es la masa de un isótopo dado (específicamente, cualquier núclido), cuando este valor se escala por la masa de carbono-12, donde este último tiene que ser determinado experimentalmente. De manera equivalente, la masa isotópica relativa de un isótopo o nucleido es la masa del isótopo relativa a 1/12 de la masa de un átomo de carbono-12.
Por ejemplo, la masa isotópica relativa de un átomo de carbono-12 es exactamente 12. En comparación, la masa atómica de un átomo de carbono-12 es exactamente 12 daltons. Alternativamente, la masa atómica de un átomo de carbono-12 puede expresarse en cualquier otra unidad de masa: por ejemplo, la masa atómica de un átomo de carbono-12 es 1,99264687992(60)×10−26 kg.
Como es el caso de la «masa atómica» relacionada cuando se expresa en daltons, los números de masa isotópicos relativos de nucleidos distintos del carbono-12 no son números enteros, pero siempre están cerca de los números enteros. Esto se discute completamente a continuación.

## Defectos de masa en masas atómicas

Energía de enlace por núcleo de isótopos.

La cantidad que las masas atómicas se desvían de su número de masa es como sigue: la desviación empieza, positiva en el hidrógeno-1, disminuyendo hasta alcanzar un mínimo en el hierro-56, hierro-58 y níquel-62, luego aumenta a valores positivos en los isótopos más pesados, conforme aumenta el número atómico. Esto corresponde a lo siguiente: la fisión nuclear en un elemento más pesado que el hierro produce energía, y la fisión de cualquier elemento más ligero que el hierro requiere energía. Lo opuesto es verdadero para las reacciones de fusión nuclear: la fusión en los elementos más ligeros que el hierro produce energía, y la fusión en los elementos más pesados que el hierro requiere energía. La fusión de dos átomos de 4He producir berilio-8 requeriría energía, y el berilio se desmoronaría rápidamente de nuevo. 4He puede fusionarse con tritio (3H) o with 3He; estos procesos ocurrieron durante la nucleosíntesis del Big Bang. La formación de elementos con más de siete nucleones requiere la fusión de tres átomos de 4He en el proceso triple alfa, omitiendo litio, berilio y boro para producir carbono-12.
Aquí hay algunos valores de la relación entre la masa atómica y el número de masa:
| Nucleido | Relación de masa atómica a número de masa |
| -------- | ----------------------------------------- |
| 1H       | 1,007825031898(14)                        |
| 2H       | 1,0070508889220(75)                       |
| 3H       | 1,005349760440(27)                        |
| 3He      | 1,005343107322(20)                        |
| 4He      | 1,000650813533(40)                        |
| 6Li      | 1,00252048124(26)                         |
| 12C      | 1                                         |
| 14N      | 1,000219571732(17)                        |
| 16O      | 0,999682163704(20)                        |
| 56Fe     | 0,9988381346(51)                          |
| 210Po    | 0,9999184461(59)                          |
| 232Th    | 1,0001640242(66)                          |
| 238U     | 1,0002133905(67)                          |

## Medición de las masas atómicas
El proceso que se siguió históricamente para determinar las masas reales de los átomos de los diferentes elementos fue similar al seguido en el modelo clips, trabajando inicialmente con gases y comparando las masas de gases situados en recipientes con las mismas condiciones de presión, volumen y temperatura: como las masas eran distintas, pero había el mismo número de partículas (de acuerdo con el modelo de materia y el principio de Avogadro), se debía a que las partículas tenían masas reales diferentes.Actualmente la comparación directa y medición de las masas de los átomos se logra con la utilización de un espectrómetro de masas.

## Factor de conversión entre unidad de masa atómica y gramos
La unidad científica estándar para manejar átomos en cantidades macroscópicas es el mol, que está definido arbitrariamente como la cantidad de sustancia que tiene tantos átomos u otra unidad como átomos hay en 12 gramos de carbono del isótopo C-12. El número de átomos en un mol es denominado número de Avogadro, cuyo valor es aproximadamente 6,022 x 1023 mol−1. Un mol de una sustancia siempre contiene exactamente la masa atómica relativa o masa molar de dicha sustancia, expresado en gramos; sin embargo, esto no es cierto para la masa atómica. Por ejemplo, el peso atómico estándar del hierro es 55,847 g/mol, y en consecuencia un mol de hierro como se suele encontrar en la Tierra tiene una masa de 55,847 gramos. La masa atómica del isótopo 56Fe es 55,935 u, y un mol de 56Fe pesará, en teoría, 55,935 g, pero no se ha encontrado tales cantidades puras de isótopo 56Fe en la Tierra.
La fórmula para la conversión entre unidad de masa atómica y la masa SI en gramos para un solo átomo es:
{\displaystyle 1\ {\rm {u}}={\frac {M_{\rm {u}}}{N_{\rm {A}}}}=1.660\,539\,040(83)\times 10^{-24}\ {\rm {g}}=1.660\,539\,040(83)\times 10^{-27}\ {\rm {Kg}}}
donde {\displaystyle M_{u}} es la  constante de masa molar y {\displaystyle N_{A}} es el número de Avogadro.

## Relación entre masa atómica y masa molecular
Se aplican definiciones similares a las moléculas. Se puede calcular la masa molecular de un compuesto por adición de las masas atómicas-moleculares de sus átomos constituyentes (núclidos). También se puede calcular la masa molar indefinida por la adición de las masas atómicas relativas de los elementos dados en la fórmula molecular. En ambos casos, la multiplicidad de los átomos (el número de veces que está presente) debe ser tomado en cuenta, generalmente multiplicando cada masa única por su multiplicidad inversa.

## Historia
En la historia de la química, los primeros científicos en determinar los pesos atómicos fueron John Dalton entre 1803 y 1808, y Jöns Jakob Berzelius entre 1808 y 1826. Los pesos atómicos fueron definidos originalmente en relación con el elemento hidrógeno, el más ligero, tomándolo como 1, y en 1820, la hipótesis de Prout indicaba que las masas atómicas de todos los elementos deberían ser un múltiplo entero del peso del hidrógeno. Sin embargo, Berzelius pronto probó que esta hipótesis no siempre se sostenía, y en algunos casos, como el cloro, el peso atómico caía casi exactamente entre dos múltiplos del peso del hidrógeno. Posteriormente, se mostró que esto se debía a un efecto causado por los isótopos, y que la masa atómica de los isótopos puros, o núclidos, era múltiplo de la masa del hidrógeno, en un margen de diferencia del 0,96%.
En la década de 1860, Stanislao Cannizzaro refinó los pesos atómicos aplicando la ley de Avogadro (en el Congreso de Karlsruhe de 1860). Formuló una ley para determinar los pesos atómicos de los elementos: las distintas cantidades del mismo elemento contenido en distintas moléculas son todas múltiplos enteros del peso atómico, y determinó los pesos atómicos y pesos moleculares comparando la densidad de vapor de un conjunto de gases con moléculas conteniendo uno o más del elemento químico en cuestión.
A principios del siglo XX, hasta la década de 1960, los químicos y físicos utilizaban dos escalas de masa atómicas. Los químicos usaban una escala tal que la mezcla natural de isótopos de oxígeno tenía una masa atómica de 16, mientras que los físicos asignaron el mismo número 16 a la masa atómica del isótopo de oxígeno más común (que contiene ocho protones y ocho neutrones). Sin embargo, debido a que también están presentes en el oxígeno natural, tanto el oxígeno-17 como el oxígeno-18, esto conducía a 2 tablas diferentes de masas atómicas.[cita requerida] La escala unificada, basada en el carbono-12, 12C, cumplía el requerimiento de los físicos de basar la escala en un isótopo puro, a la vez que se hacía numéricamente cercana a la escala de los químicos. Eso fue adoptado como «Unidad de masa atómica unificada». La recomendación principal actual del Sistema Internacional de Unidades (SI) para el nombre de esta unidad es el dalton y el símbolo 'Da'. El nombre 'unidad de masa atómica unificada' y el símbolo 'u' son nombres y símbolos reconocidos para la misma unidad.
El término «peso atómico» se está eliminando gradualmente y se está reemplazando por «masa atómica relativa», en la mayoría de los usos actuales. Este cambio en la nomenclatura se remonta a la década de 1960 y ha sido fuente de mucho debate en la comunidad científica, que fue desencadenado por la adopción de la unidad de masa atómica unificada y la comprensión de que el peso era en cierto modo un término inapropiado. El argumento para mantener el término «peso atómico» fue principalmente que era un término bien entendido por aquellos en el campo, que el término «masa atómica» ya estaba en uso (como se define actualmente) y que el término «masa atómica relativa» podría confundirse fácilmente con «masa isotópica relativa» (la masa de un solo átomo de un nucleido dado, expresada adimensionalmente en relación con 1/12 de la masa de carbono-12; consulte la sección anterior).
En 1979, como compromiso, se introdujo el término «masa atómica relativa» como sinónimo secundario de peso atómico. Veinte años más tarde se invirtió la primacía de estos sinónimos, y el término «masa atómica relativa» es ahora el término preferido.
Sin embargo, el término «pesos atómicos estándar» (que se refiere a los pesos atómicos esperados estandarizados de diferentes muestras) no ha cambiado, porque el simple reemplazo de «peso atómico» por «masa atómica relativa» habría resultado en el término «masa atómica relativa estándar».